# Cormoran mare
Cormoranul mare (Phalacrocorax carbo) este o specie de pasăre suliformă din familia Phalacrocoracidae cu o distribuție aproape mondială. Locuiește în Eurasia, Africa, Australasia și coastele atlantice ale Americii de Nord, unde trăiește în orice corp mare de apă, cum ar fi lacuri, râuri, estuare și ape de coastă, inclusiv rezervoare.

## Taxonomie
Cormoranul mare a fost descris oficial în 1758 de naturalistul suedez Carl Linnaeus în cea de-a zecea ediție a lucrării sale Systema Naturae sub numele binomial Pelecanus carbo. Cormoranul mare este în prezent una dintre cele 12 specii incluse în genul Phalacrocorax, care a fost introdus în 1760 de zoologul francez Mathurin Jacques Brisson. Numele genului este latinizat din greaca veche, de la φαλακρός (phalakros, „chel”) și κόραξ (korax, „corb”); epitetul specific carbo înseamnă „cărbune” în latină.
Sunt acceptate cinci subspecii. Acestea sunt enumerate mai jos cu zonele lor de reproducere.
- Phalacrocorax carbo carbo – Coastele Atlanticului de Nord din nord-vestul Franței, Marea Britanie, Irlanda, vestul Norvegiei, vestul Groenlandei și estul Canadei până în Maine (nord-estul SUA), iernând la sud până în nordul Floridei; anterior și Marea Baltică
- Phalacrocorax carbo novaehollandiae – Australasia continentală și de coastă: Australia, Insula de Nord, Insula de Sud, Insula Stewart și Insulele Chatham (la est de Insula de Sud; Noua Zeelandă), Insula Rennell (la sud de Insulele Solomon) și Grande Terre (Noua Caledonie)
- Phalacrocorax carbo sinensis – Transcontinental în Eurasia, din interiorul Europei de Vest până în India și Sri Lanka, în nord-estul Rusiei, nord-estul Chinei și Peninsula Coreeană, spre sud până în Turcia, Asia Centrală și nordul Mongoliei; disjunct în centrul Cambodgiei și sudul Vietnamului, nord-estul Borneo
- Phalacrocorax carbo maroccanus – coasta de nord-vest a Africii: Maroc până în Mauretania
- Phalacrocorax carbo hannedae – Japonia de coastă și interioară, de la Hokkaido la Kyushu (de la nord la sudul Japoniei)

## Galerie

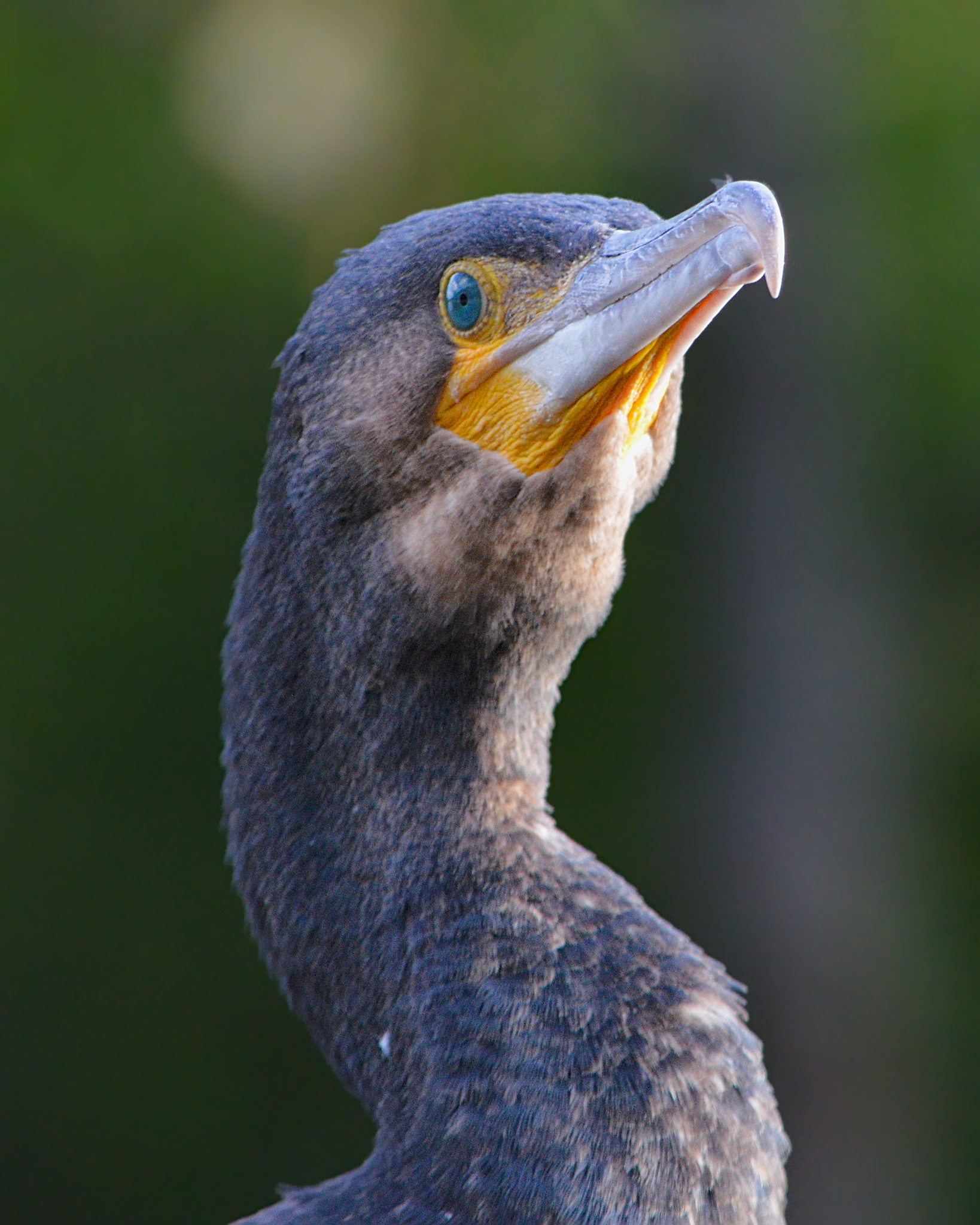
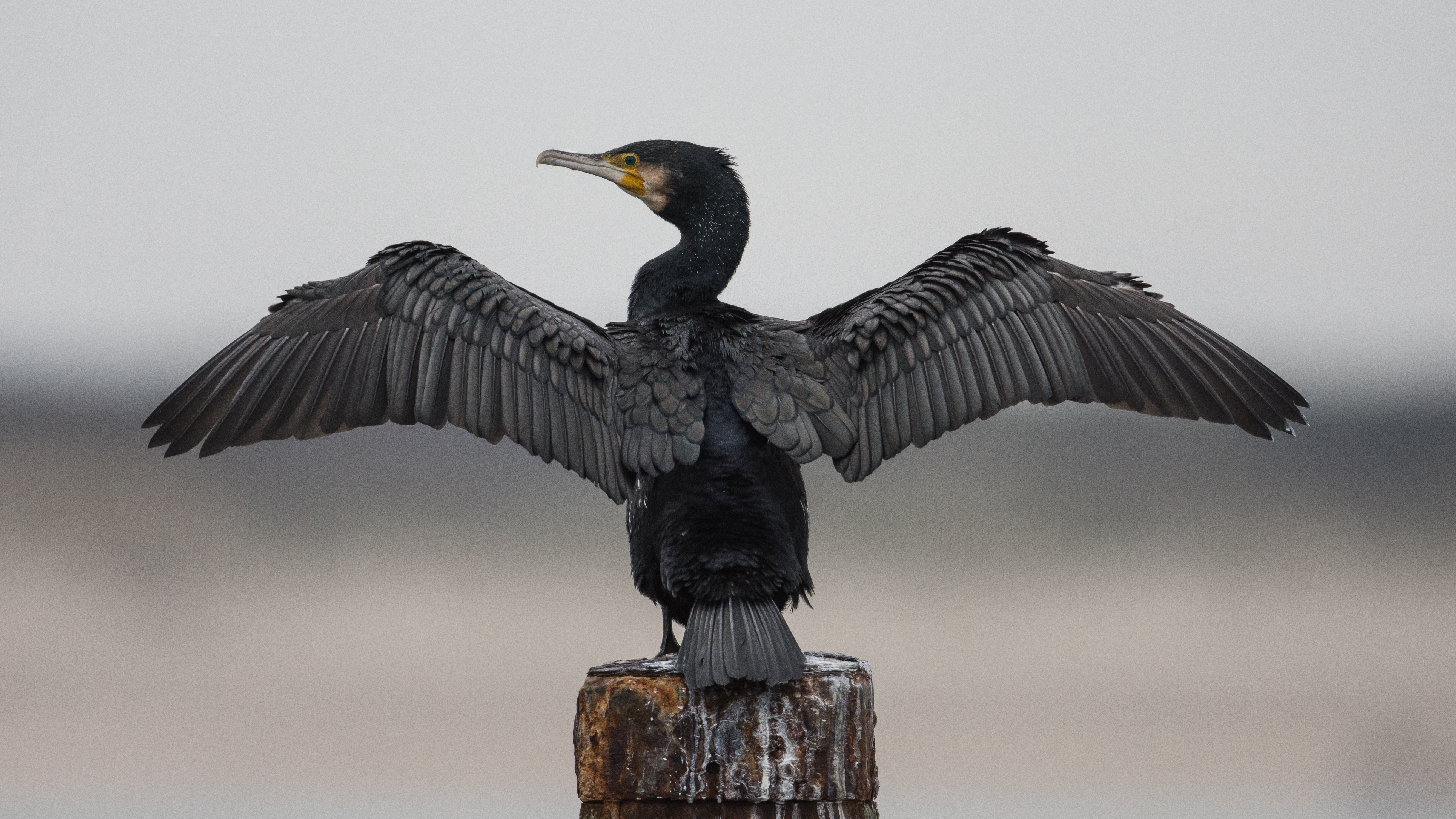
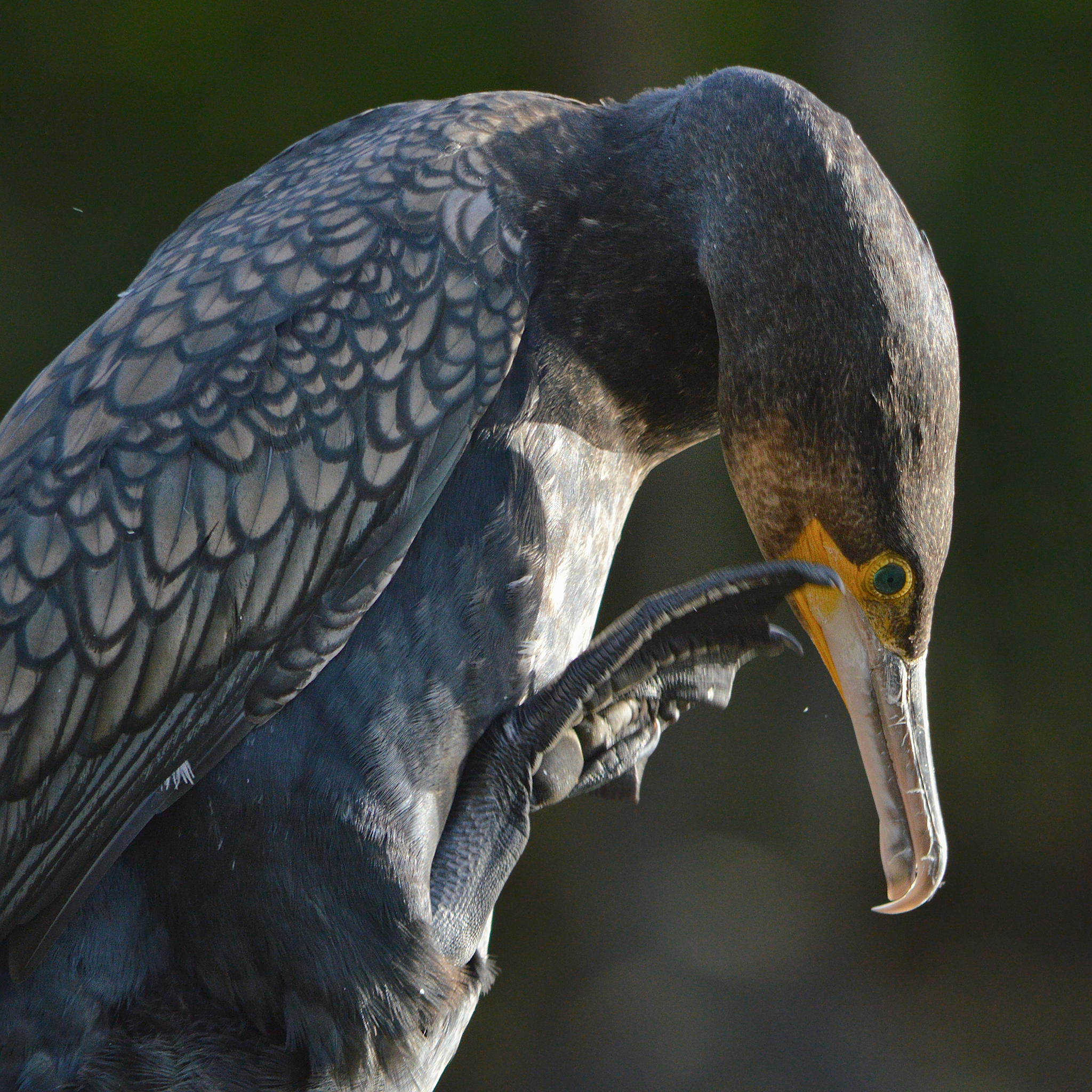
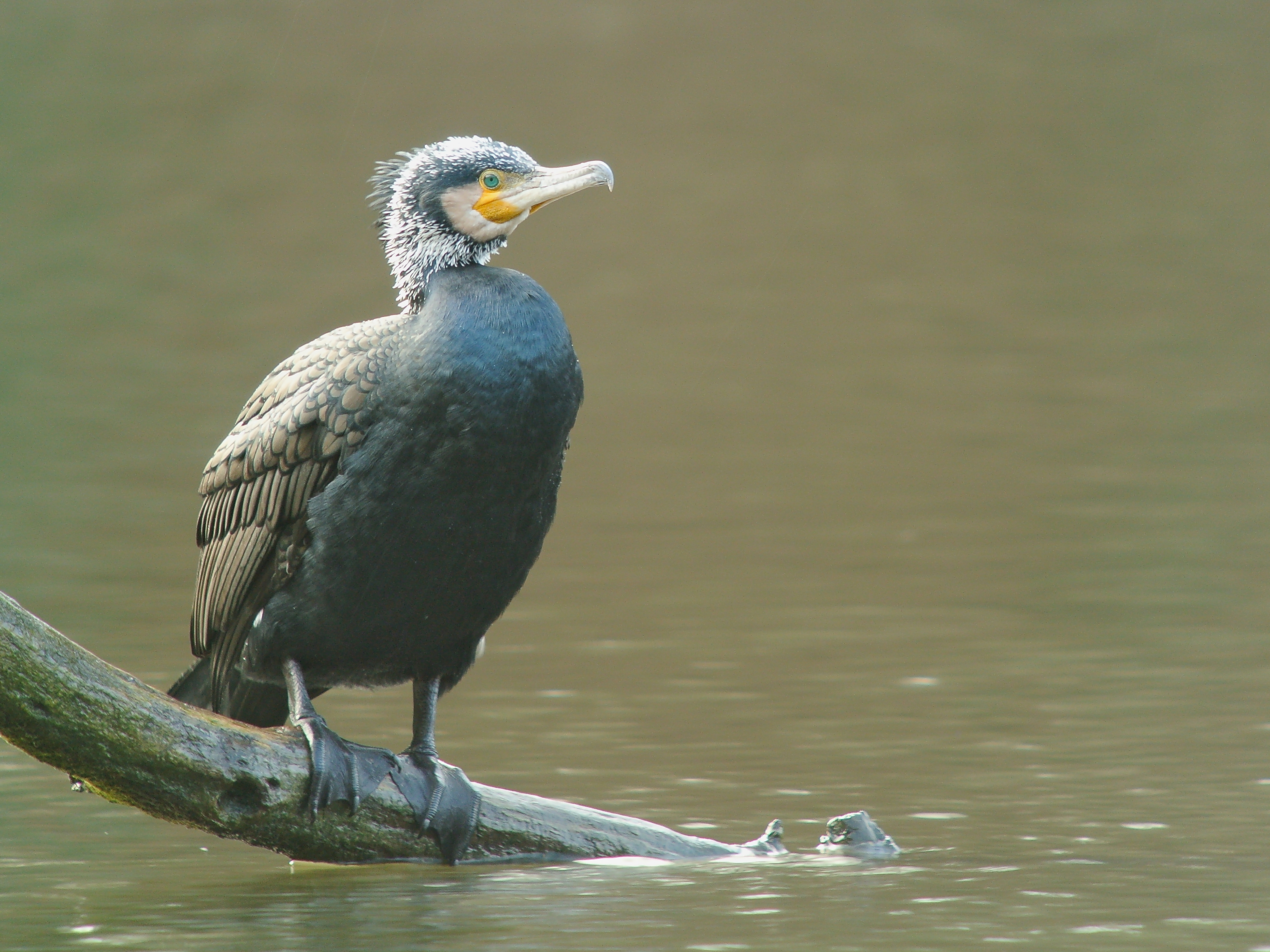
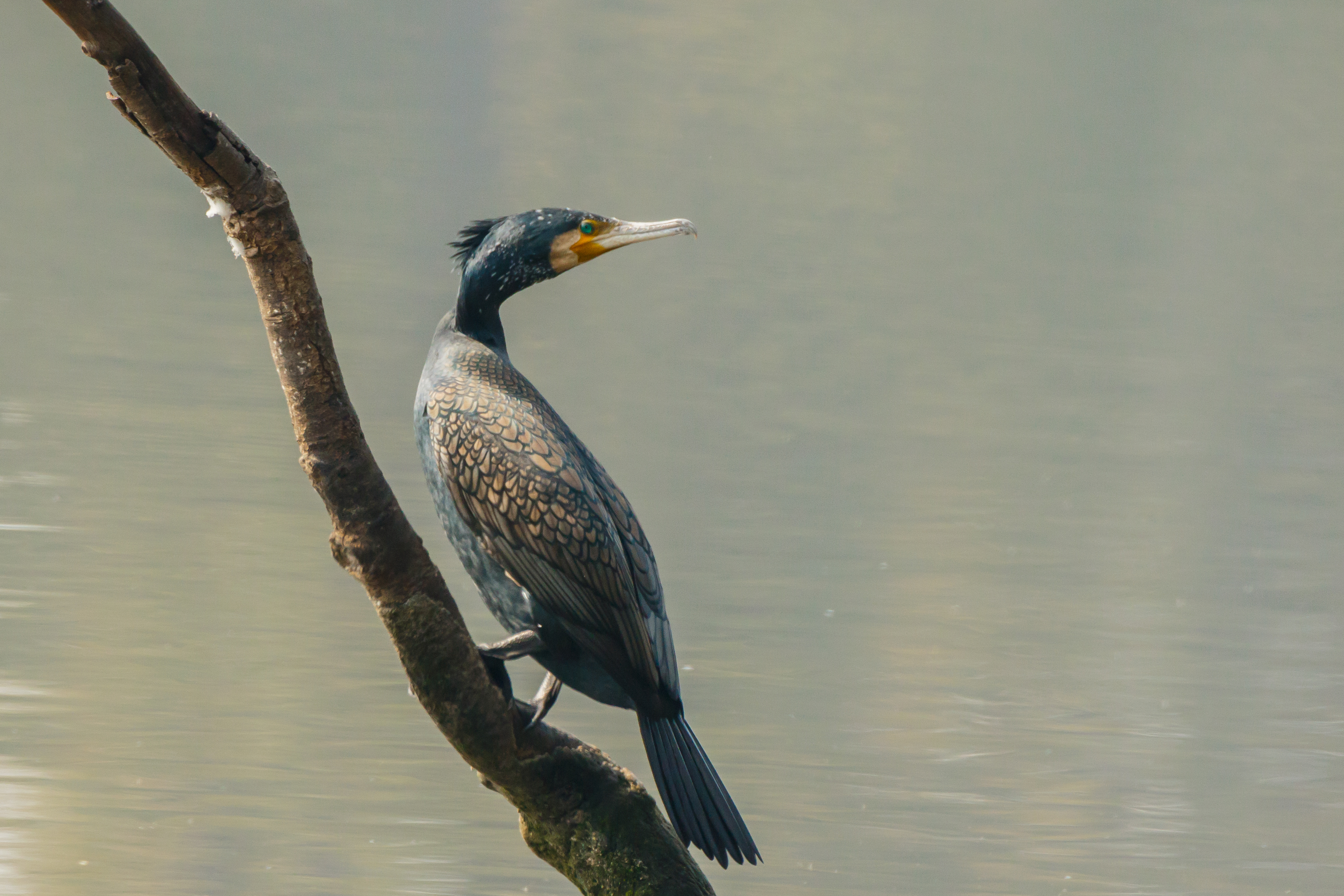
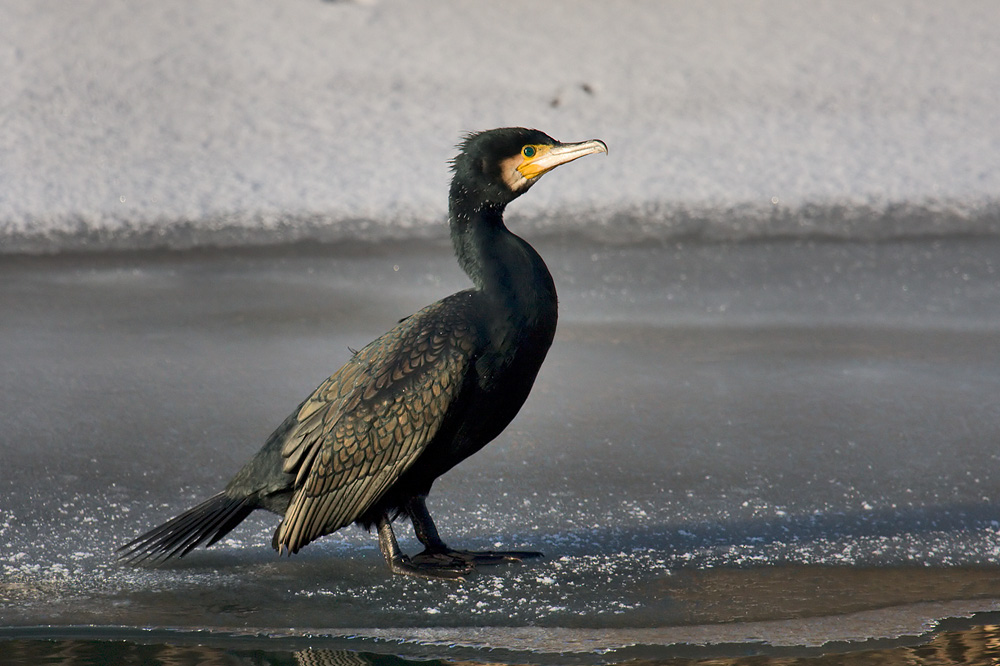
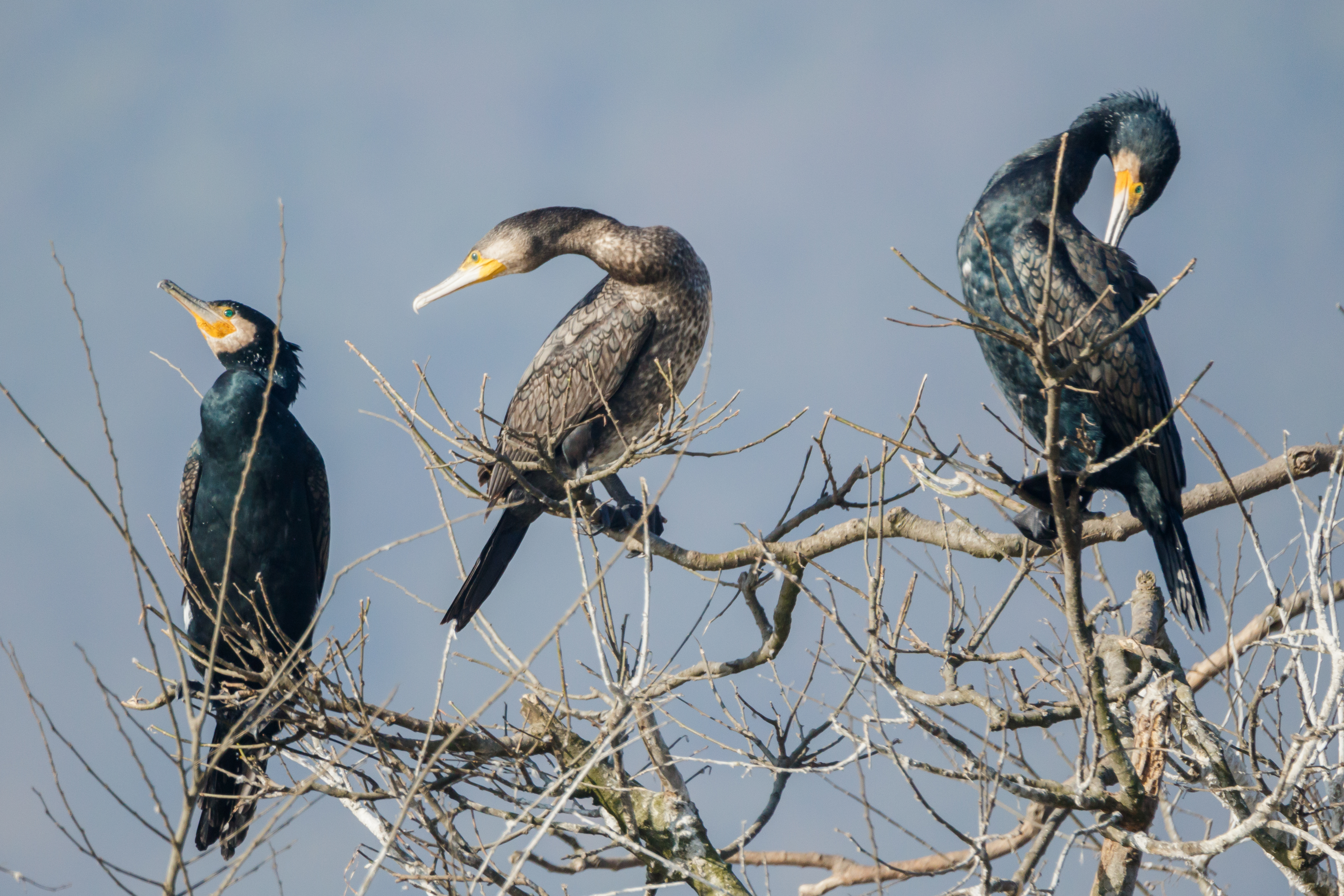